# Zepelin
Zepelin település Németországban, Mecklenburg-Elő-Pomeránia tartományban, az Amt Bützow-Landhoz tartozik. Lakosainak száma 460 fő (2023. december 31.).

## A település részei
- Zepelin,
- Oettelin,
- Zepelin Ausbau

## Galéria

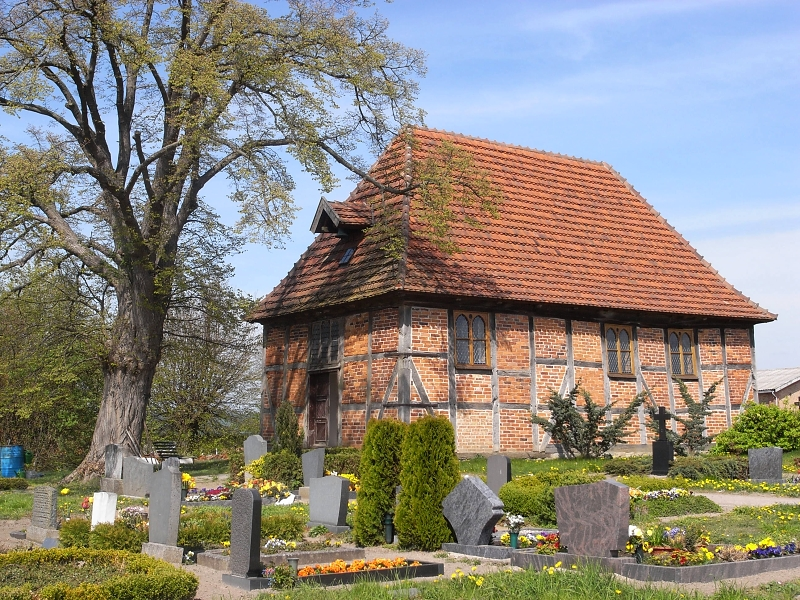
Kápolna Zepelinben
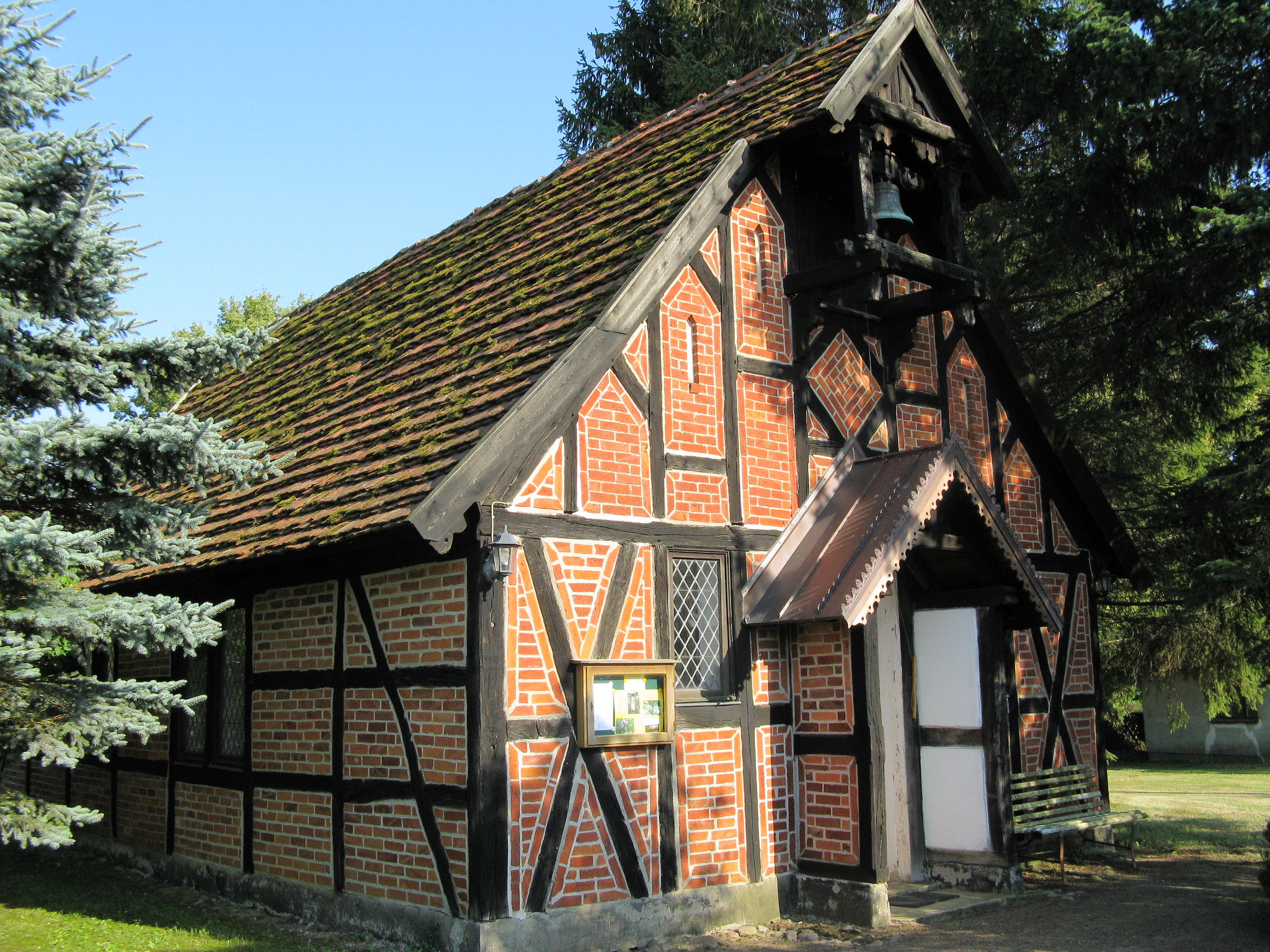
Kápolna Oettelinben
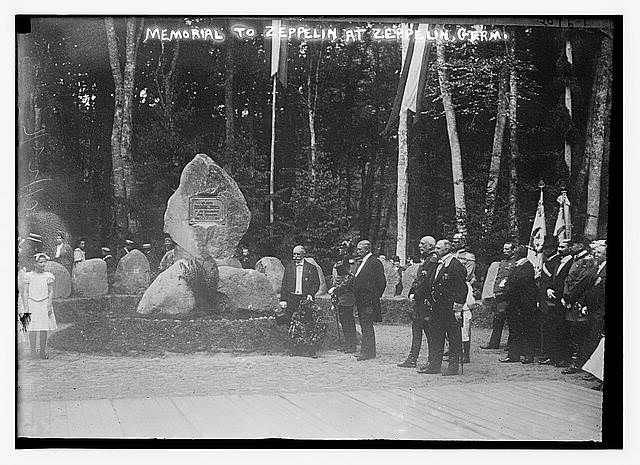
Zeppelin Gedenkstein

## Népesség
A település népességének változása:
| Lakosok száma | 445  | 439  | 461  | 452  | 460  |
|               | 2017 | 2019 | 2021 | 2022 | 2023 |